# オーソーシャープ
オーソーシャープ（Oh So Sharp、1982年 - 2001年）はイギリスの競走馬、繁殖牝馬。1985年にイギリス牝馬三冠競走をすべて制し、9頭目のイギリス牝馬三冠馬になった。

## 戦績
デビュー戦はノッティンガム競馬場での未勝利戦で、21頭もの競走馬が出走していた。この中で1番人気に支持されたオーソーシャープは人気に答え、後続に1馬身2分の1差をつけデビュー戦を勝利した。鞍上にレスター・ピゴットを迎え、リステッドレース･ソラリオステークスに出走。2馬身差で勝利した。続いて重賞初挑戦となるフィリーズマイル (G3) に出走し、1馬身2分の1差で勝利。3連勝で重賞初制覇を果たした。
年明け緒戦は1000ギニーのプレップレースとしてG3･ネルグウィンステークスに出走。この競走から鞍上にはスティーブ・コーゼンがまたがり、以後引退まで変わらず乗り続けた。レースでは後続に1馬身2分の1差をつけて4連勝とし、無敗で1000ギニーに挑むこととなった。迎えた1000ギニーでは1番人気に支持され、短頭差ながら勝利し、無敗の1000ギニー馬となった。牝馬二冠を目指して出走したオークスでは後の女傑トリプティクに6馬身差をつける圧勝で無敗の牝馬二冠馬が誕生した。その後は休養をとらず、歴戦の古馬相手となるキングジョージVI世&クイーンエリザベスダイヤモンドステークスに出走。ここでも1番人気に支持されたが3歳牡馬のペトスキにクビ差敗れ、初の敗北とともに連勝は6でストップした。続いてヨーク競馬場で行われたベンソン&ヘッジスゴールドカップに出走、前年のセントレジャーステークス馬コマンチェランに4分の3馬身差で敗れた。三冠がかかったセントレジャーステークスでは1番人気に推され、レースではランフランコに4分の3馬身差をつけ勝利。牝馬三冠を達成した。

## 競走成績
| 出走日     | 競馬場           | 競走名            | 格 | 距離      | 着順 | 騎手       | 着差      | 1着（2着）馬    |
| ---------- | ---------------- | ----------------- | -- | --------- | ---- | ---------- | --------- | --------------- |
| 1984.08.13 | ノッティンガム   | 未勝利            |    | 芝6f      | 1着  | P.エデリー | 1 1/2馬身 | (Lizarra)       |
| 1984.09.01 | サンダウン       | ソラリオS         | LR | 芝7f      | 1着  | L.ピゴット | 2馬身     | (Young Runaway) |
| 1984.09.27 | アスコット       | フィリーズマイル  | G3 | 芝8f      | 1着  | L.ピゴット | 1 1/2馬身 | (Helen Street)  |
| 1985.04.18 | ニューマーケット | ネルグウィンS     | G3 | 芝7f      | 1着  | S.コーゼン | 1 1/2馬身 | (Bella Colora)  |
| 1985.05.02 | ニューマーケット | 英1000ギニー      | G1 | 芝8f      | 1着  | S.コーゼン | 短頭      | (Al Bahatri)    |
| 1985.06.08 | エプソム         | オークス          | G1 | 芝12f     | 1着  | S.コーゼン | 6馬身     | (Triptych)      |
| 1985.07.27 | アスコット       | KGVI&QEDS         | G1 | 芝12f     | 2着  | S.コーゼン | クビ      | Petoski         |
| 1985.08.20 | ヨーク           | B&Hゴールドカップ | G1 | 芝10f88y  | 2着  | S.コーゼン | 3/4馬身   | Commanche Run   |
| 1985.09.14 | ドンカスター     | セントレジャーS   | G1 | 芝14f127y | 1着  | S.コーゼン | 3/4馬身   | (Lanfranco)     |

## 引退後
引退後は故郷のダルハムホールスタッドで繁殖入りした。1987年にアメリカ合衆国に送られ、1990年にアイルランドに戻ってきた。
母としてはサンタラリ賞を勝ったRosefinchを出している。孫の世代にはセントレジャーステークス、ミラノ大賞典などを勝ったShantouが出ている。
2001年11月、ダルハムホールスタッドで蹄葉炎のため安楽死の処置がとられた。19歳であった。
ニューマーケット競馬場では9月もしくは10月に同馬を記念したオーソーシャープステークス（G3、2歳牝馬限定）が行われている。

## 血統表
| オーソーシャープ (Oh So Sharp)の血統 | オーソーシャープ (Oh So Sharp)の血統      | オーソーシャープ (Oh So Sharp)の血統      | （血統表の出典）                          | （血統表の出典） |
| 父系                                 | エタン系                                  | エタン系                                  | エタン系                                  |                  |
| 父 Kris 1976 栗毛                    | 父の父Sharpen Up 1969 栗毛                | Atan                                      | Native Dancer                             | Native Dancer    |
| 父 Kris 1976 栗毛                    | 父の父Sharpen Up 1969 栗毛                | Atan                                      | Mixed Marriage                            |                  |
| 父 Kris 1976 栗毛                    | 父の父Sharpen Up 1969 栗毛                | Rocchetta                                 | Rockefella                                | Rockefella       |
| 父 Kris 1976 栗毛                    | 父の父Sharpen Up 1969 栗毛                | Rocchetta                                 | Chambiges                                 |                  |
| 父 Kris 1976 栗毛                    | 父の母Doubly Sure 1971 鹿毛               | Reliance                                  | Tantieme                                  | Tantieme         |
| 父 Kris 1976 栗毛                    | 父の母Doubly Sure 1971 鹿毛               | Reliance                                  | Relance                                   |                  |
| 父 Kris 1976 栗毛                    | 父の母Doubly Sure 1971 鹿毛               | Soft Angels                               | Crepello                                  | Crepello         |
| 父 Kris 1976 栗毛                    | 父の母Doubly Sure 1971 鹿毛               | Soft Angels                               | Sweet Angel                               |                  |
| 母 Oh So Fair 1967 鹿毛              | 母の父Graustark 1963 栗毛                 | Ribot                                     | Tenerani                                  | Tenerani         |
| 母 Oh So Fair 1967 鹿毛              | 母の父Graustark 1963 栗毛                 | Ribot                                     | Romanella                                 |                  |
| 母 Oh So Fair 1967 鹿毛              | 母の父Graustark 1963 栗毛                 | Flower Bowl                               | Alibhai                                   | Alibhai          |
| 母 Oh So Fair 1967 鹿毛              | 母の父Graustark 1963 栗毛                 | Flower Bowl                               | Flower Bed                                |                  |
| 母 Oh So Fair 1967 鹿毛              | 母の母Chandelle 1959 鹿毛                 | Swaps                                     | Khaled                                    | Khaled           |
| 母 Oh So Fair 1967 鹿毛              | 母の母Chandelle 1959 鹿毛                 | Swaps                                     | Iron Reward                               |                  |
| 母 Oh So Fair 1967 鹿毛              | 母の母Chandelle 1959 鹿毛                 | Malindi                                   | Nearco                                    | Nearco           |
| 母 Oh So Fair 1967 鹿毛              | 母の母Chandelle 1959 鹿毛                 | Malindi                                   | Mumtaz Begum F-No.9-c                     |                  |
| 5代内の近親交配                      | Hyperion 5×5.5=9.38%、Beau Pere 5×5=6.25% | Hyperion 5×5.5=9.38%、Beau Pere 5×5=6.25% | Hyperion 5×5.5=9.38%、Beau Pere 5×5=6.25% |                  |

- 5代母は名牝系の祖ムムタズマハルである。